# Hugh Griffith

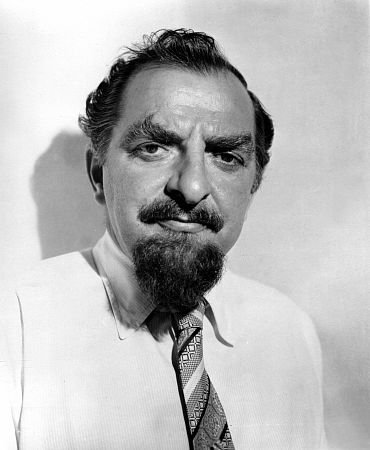
Foto publicitaria de 1960

Hugh Emrys Griffith (Marian-glas, Gales, 30 de mayo de 1912-Londres, 14 de mayo de 1980) fue un actor británico ganador de un premio de la Academia por su representación del personaje del jeque Ilderim en la película de 1959 Ben-Hur.

## Biografía
Fue educado en la Llangefni Grammar School. Su idioma era el galés, y cuando intentó ingresar en la universidad luego de su secundaria, no pasó el examen de inglés. 
Trabajó como empleado en el National Provincial Bank. Después se fue a Londres para tener más ocasiones de actuar, y lo hizo en el St. Pancras People's Theatre. Ganó la Bancroft Gold Medal otorgada al mejor actor shakesperiano por su interpretación del personaje del Rey Lear. 
Justo cuando lograba grandes progresos en la actuación y había ganado su ingreso en la Royal Academy of Dramatic Art con el puesto número 1 de un total de 300 participantes, tuvo que suspender sus planes para servir en el Ejército durante 6 años. Estuvo en la India y en Birmania durante la Segunda Guerra Mundial. 
Luego de recuperar su salud, retomó su membresía de la Royal Shakespeare Company antes de ir a Hollywood con su novia Margaret Belgunder von Dechend, en 1947. Ya no dejaría de actuar hasta 1980.
Ya instalado en Hollywood y luego de haber participado en variadas películas, fue requerido para el papel del jeque Ilderim en la película Ben-Hur, y por él se haría merecedor del Premio de la Academia como mejor actor de reparto (1959). 
Tuvo después una candidatura a otra edición de ese mismo premio por su papel de Squire Western en el filme Tom Jones, en 1963.
Representó el personaje de un magistrado en el filme Oliver! (1968), adaptación de la novela de Charles Dickens Oliver Twist. 
En 1978, representó el personaje del director Caradog Loyd-Evans en el telefilme cómico de la BBC galesa Grand Slam.
En 1980, fue nombrado doctor honoris causa de la Universidad de Bangor.
Murió de un ataque al corazón, dieciséis días antes de cumplir sesenta y ocho años. En la escuela primaria de su ciudad natal, se colocó una placa en memoria suya.
La imagen de Hugh Griffith fue utilizada como modelo para diseñar el personaje de Watto en The Phantom Menace: George Lucas rindió homenaje a Griffith en clara alusión a su personaje en la película de Ben-Hur, en la que interpreta a un jeque apasionado por las carreras de cuadrigas.

## Filmografía
- Tren nocturno a Múnich (Night Train to Munich, 1940) —no acreditado
- Ocho sentencias de muerte (Kind Hearts and Coronets, 1949)
- Corazón indómito / salvaje (Gone to Earth, 1950)
- Risa en el paraíso (Laughter in Paradise, 1951)
- Los apuros de un pequeño tren (The Titfield Thunderbolt, 1953)
- The Beggar's Opera (1953) —adaptación de la obra homónima de John Gay
- Lucky Jim (1957)
- Ben-Hur (1959)
- Sangre en primera página (The Story on Page One, 1960)
- Éxodo (Exodus, 1960)
- El robo a banco de Inglaterra (The Day They Robbed the Bank of England, 1960)
- Espía por mandato (The Counterfeit Traitor, 1962)
- El inspector (The Inspector, 1962)
- Escándalo en la aulas (Term of Trial, 1962)
- Motín / Rebelión a bordo (Mutiny on the Bounty, 1962)
- Tom Jones (1963)
- Moll Flanders (The Amorous Adventures of Moll Flanders, 1965)
- Las flores del diablo / Operación opio (The Poppy Is Also a Flower, 1966 —película para TV
- Cómo robar un millón y... (How to Steal a Million, 1966)
- El marinero de Gibraltar (The Sailor from Gibraltar, 1967)
- El cinturón de castidad (La cintura di castità, 1967)
- Oliver (Oliver!, 1968)
- El hombre de Kiev (The Fixer, 1968)
- Empiecen la revolución sin mí (Start the Revolution Without Me, 1970)
- El grito del fantasma (Cry of the Banshee, 1970)
- Cumbres Borrascosas (Wuthering Heights, 1970) —adaptación de la novela de Emily Brontë Cumbres Borrascosas
- El abominable Dr. Phibes (The Abominable Dr. Phibes, 1971)
- El regreso / retorno del doctor Phibes (Dr. Phibes Rises Again, 1972)
- ¿Quién mató a tía Roo? (Whoever Slew Auntie Roo?, 1972)
- Los cuentos de Canterbury (I racconti di Canterbury, 1972)
- ¿Qué? (Che?, 1972)
- Take Me High (1973)
- El programa final (The Final Programme, 1973)
- La leyenda de la bestia (Legend of the Werewolf, 1975)
- Mi bello legionario (The Last Remake of Beau Geste, 1977) —sátira que se inspira en la novela de 1924 Beau Geste, escrita por Percival Christopher Wren
- El perro de Baskerville (The Hound of the Baskervilles, 1978) —parodia de la novela homónima de Arthur Conan Doyle
- Un ruiseñor cantó en Berkeley Square (A Nightingale Sang in Berkeley Square, 1980)

## Premios y nominaciones
Premios Óscar
| Año  | Categoría              | Película  | Resultado |
| ---- | ---------------------- | --------- | --------- |
| 1960 | Mejor actor de reparto | Ben-Hur   | Ganador   |
| 1964 | Mejor actor de reparto | Tom Jones | Candidato |